# 光を/Tic Tac Anniversary
「光を/Tic Tac Anniversary」（ひかりを/チック・タック・アニバーサリー）は、岡本信彦×Trignalのコラボレーションシングル。2017年9月13日にKiramuneから発売された。

## 概要
Kiramuneレーベルでの活動5周年を迎えた、岡本信彦とTrignalによるコラボシングル。岡本信彦が作詞を担当した、ミュージカル調でドラマティックな「光を」とまさにアイドル作風の「Tic Tac Anniversary」。仲良し感を満載したバラエティに富んだ一枚。

## 収録曲
CD
1. 光を [6:04]
作詞：岡本信彦、作曲：大川茂伸、編曲：前口渉
2. Tic Tac Anniversary [4:49]
作詞：小池龍也（Dream Monster）、作曲・編曲：田熊知存（Dream Monster）